# Ipomoea stocksii
Ipomoea stocksii är en vindeväxtart som beskrevs av Charles Baron Clarke. Ipomoea stocksii ingår i släktet praktvindor, och familjen vindeväxter. Inga underarter finns listade i Catalogue of Life.